# Jermak (schip, 1899)
De Jermak (Russisch: Ермак) (ook Ermak) was een Russische ijsbreker, vaak aangehaald als de eerste echte ijsbreker. De romp was versterkt en gevormd om over en door pakijs te breken.
De Jermak was gebouwd voor de Keizerlijke Russische Marine onder supervisie van admiraal Stepan Makarov door Armstrong Whitworth in Newcastle upon Tyne op hun Low Walker-werf en tewatergelaten in 1898. De ijsbreker werd vernoemd naar de beroemde Russische ontdekkingsreiziger van Siberië, Kozakse ataman Jermak Timofejevitsj.
De Jermak was uitgerust met zes op steenkool gestookte stoomketels en vier drievoudige expansie-stoommachines met een totaal vermogen van 5.500 kW of 7.500 pk. Het had aanvankelijk vier schroeven, drie achter en een boegschroef. Dit laatste was geen gelukkige keuze, de schroef beschadigde bij het breken van het ijs en werd snel verwijderd. In de ruimen kon zo'n 3.900 ton steenkool worden meegenomen. Het schip kon een maximale snelheid halen van 14 knopen. De bemanning telde 112 personen en vergeleken met moderne ijsbrekers had de Jermak een heel kleine opbouw.
Het schip werd op 29 oktober 1898 in de vaart genomen en bereikte op een van de eerste reizen een breedtegraad van 81°21'N, ten noorden van Spitsbergen in 1899. Met dit schip werd de Noordoostelijke Doorvaart redelijk bevaarbaar.

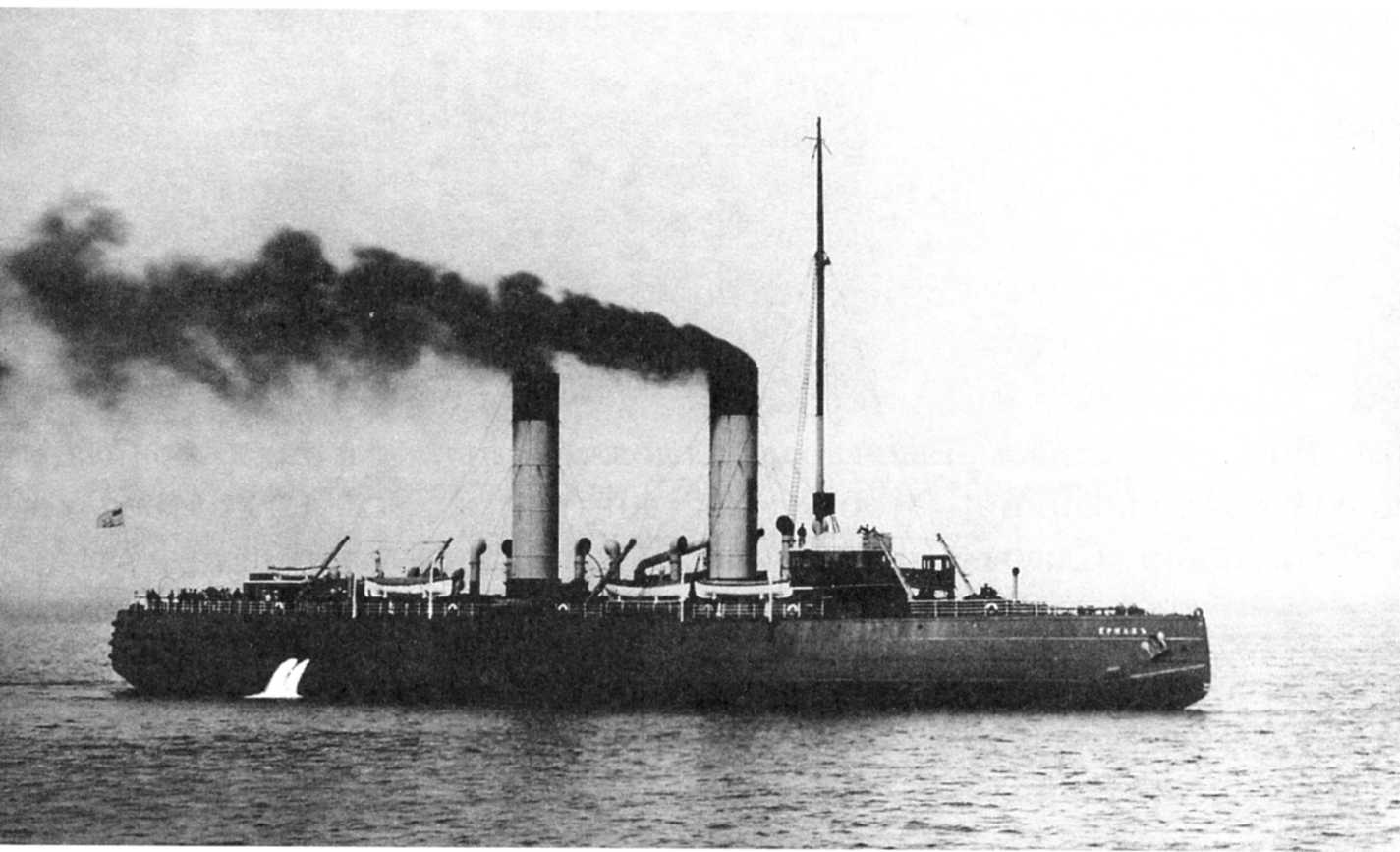
Jermak

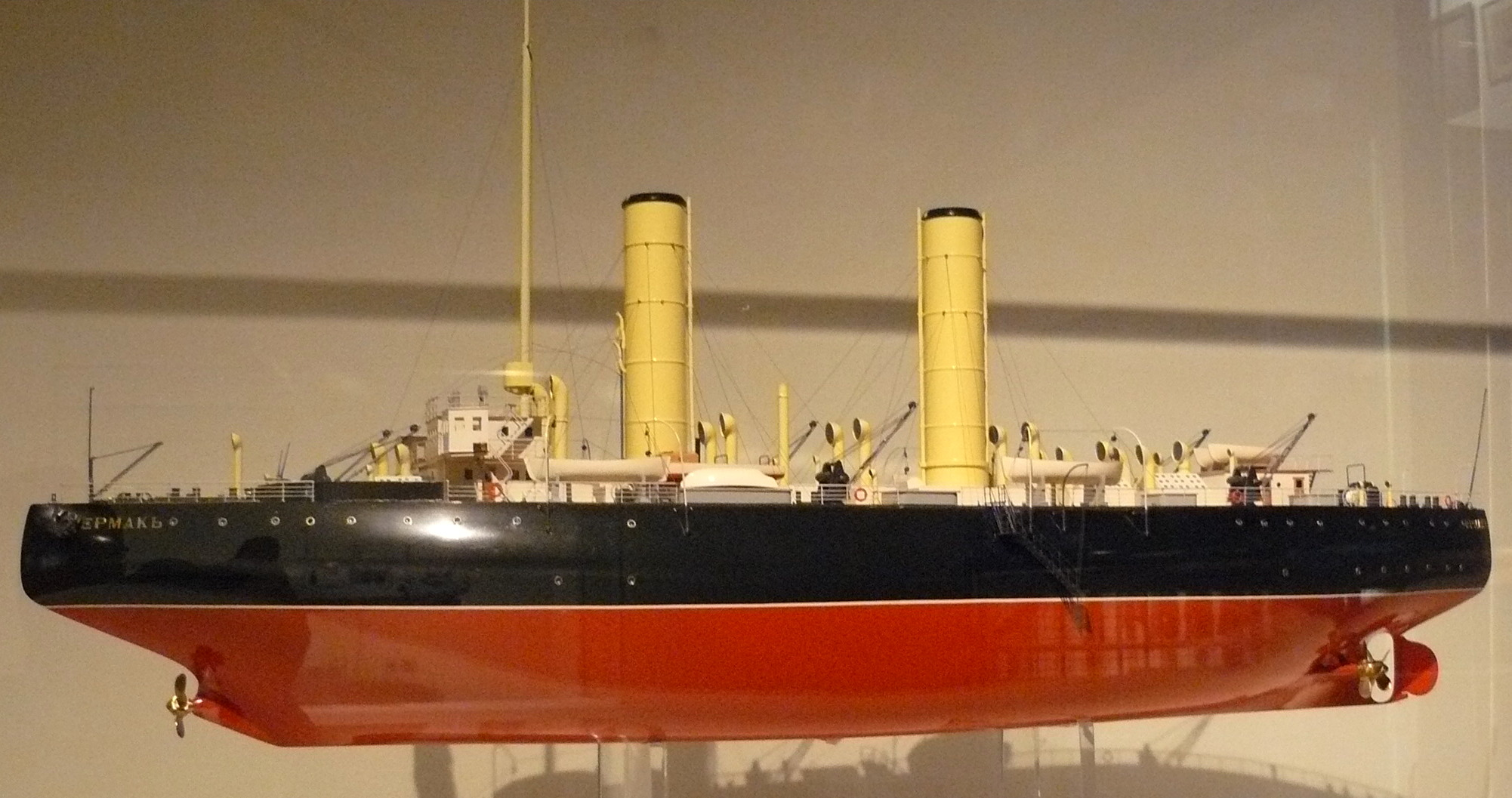
Schaalmodel van de Jermak. Gezien in het Internationales Maritimes Museum Hamburg.

Het schip werd bekend door de redding van het Russische slagschip Generaal-Admiraal Apraksin en vijftig gestrand Finse vissers eind april 1900 in de Finse Golf. Tijdens de reddingsmissie werd een van de eerste radio-uitzendingen ooit gemaakt met behulp van door Aleksandr Popov ontwikkelde techniek.
In maart 1918 begeleidde de Jermak schepen van de Baltische Vloot van Tallinn en Helsinki naar Kronstadt. Door het dikke ijs wist de Jermak zes slagschepen, vijf kruisers, 59 torpedobootjagers, 12 onderzeeboten en veel andere kleinere schepen uit handen van het Duitse leger te houden.
In 1936 werd het werkterrein verlegd naar de Noordelijke IJszee. De regering gaf prioriteit aan de ontwikkeling van de Noordoostelijke doorvaart. In de zomer van 1936 begeleidde de Jermak en de ijsbreker Lenin diverse vrachtschepen en marineschepen van de Sovjet vloot in het Verre-Oosten naar Moermansk. In juni 1941 lag de Jermak bij Sint-Petersburg. Door de Duitse veroveringen was de Jermak opgesloten en werd het bij de Baltische Vloot gevoegd. Pas in 1949 verliet de Jermak de Oostzee om weer in de Noordelijke IJszee dienst te doen. In het voorjaar van 1949 had het schip nog groot onderhoud gekregen Antwerpen en was aangepast aan de eisen van die tijd.
In 1963 werd het schip, na 65 jaar dienst, uit de vaart genomen en in 1964 gesloopt.
Een andere ijsbreker met de naam Jermak werd gebouwd voor de Sovjet-Unie bij de Wärtsilä-werf Helsinki, Finland in 1974.

## Naslagwerk
- (de)  Bernd Oesterle, Eisbrecher aus aller Welt, uitgever: Steiger Verlag, 1988, ISBN 3-925952-03-9
- 'ERMAK en GEORGEJ SEDOV in Antwerpen', De Rode Vaan, p1, 4 april 1949 - KBR 1182879